# Čenkovice
Čenkovice (německy Tschenkowitz) je vesnice v okrese Ústí nad Orlicí, asi 22 km východně od Ústí nad Orlicí. Obec má 191 obyvatel.
Pro své výhodné klimatické podmínky a dostatek sněhu v zimní sezóně patří k vyhledávaným regionálním lyžařským střediskům — v obci se nachází 8 vleků, 7 sjezdovek a Nugget Snowpark.

## Přírodní poměry
Obcí protéká potok Čenkovička a bezprostředně sousedí s přírodní památkou Čenkovička.

## Historie obce
První písemná zmínka o vsi je z roku 1304.
Po druhé světové válce byla většina původních obyvatel nuceně vysídlena.

## Pamětihodnosti
- Kostel svatého Vavřince z roku 1782 na místě staršího dřevěného. Jednolodní s presbytářem, boční sakristií a věží nad západním průčelím. Presbytář sklenut plackou, v lodi jsou tři pole křížové hřebínkové klenby a zajímavé rokokové zařízení, na hlavním oltáři obraz sv. Vavřince od J. Dallingera.
- Fara z roku 1782, patrová s pěti osami
- Krucifix u kostela z roku 1800
- Socha svatého Jana Nepomuckého z roku 1736.
- Roubené domy č. 68 a 95.[4]
- Přírodní památka Čenkovička

V obci také stojí nevyužívaný chátrající evangelický kostelík.